# Río Ubagan
El río Ubagán ( en kazajo: Обаған Obağan; en ruso: Убаган es un río de Kazajistán y Rusia, un afluente por la derecha del río Tobol. Tiene una longitud de 376 km, y una cuenca de 50 700 km², con el agua suministrada por la nieve derretida. En verano el agua es salobre. 

## Curso
Fluye desde el lago Karachinsky.  Fluye hacia el norte en el valle de Turgai, en el curso superior fluye a través del lago Kushmurun. El río se une al Tobol por su margen derecha a 909 km de la desembocadura de este.   